# Der Winterkönig
Der Winterkönig (engl. The Winter King) ist ein historischer Roman des britischen Autors Bernard Cornwell. Der Roman erschien im Jahr 1995 in Großbritannien beim Penguin-Verlag und wurde in der deutschen Übersetzung im Jahr 1996 vom Rowohlt Verlag veröffentlicht. Der Winterkönig ist der erste Teil der Trilogie Die Artus-Chroniken (engl. The Warlord Chronicles), die im Britannien des fünften und sechsten Jahrhunderts spielt. Der zweite Teil der Trilogie, Der Schattenfürst, erschien 1997 in Deutschland, der dritte und abschließende Teil, Arthurs letzter Schwur, im Jahr 2000.

## Handlung
Der Roman spielt zum größten Teil im Königreich Dumnonia (im heutigen Südengland/Cornwall) am Ende des fünften Jahrhunderts.
Die Erzählperson ist ein Krieger namens Derfel, der in hohem Alter in Diensten des Bischofs Samsun steht und im Geheimen seine Geschichte niederschreibt.
Die Handlung beginnt mit der Geburt Mordreds, des Enkels von König Uther von Dumnonia. Mordred gilt als der alleinige Erbe Uthers, nachdem sein Vater den Tod beim Kampf gegen die das Land bedrohenden Sachsen fand.
Mordred wird mit seiner Mutter Norwenna nach Ynys Wydryn (Glastonbury) gebracht, wo Merlin, der große Druide, lebt. Dort befinden sich auch der Protagonist Derfel sowie seine Freundin Nimue, Priesterin und Geliebte Merlins. Merlin selbst jedoch ist seit einiger Zeit verschwunden. Derfels Freundschaft zu Nimue wird während Merlins Abwesenheit noch enger; Nimue bindet Derfel an sich, indem sie ihrer beider Hände mit dem Messer zeichnet. Die zurückbleibende Narbe soll Derfel daran erinnern, dass er sein Leben lang Nimue verbunden und zu Treue verpflichtet ist.
Gemeinsam mit Nimue und Morgan, die als oberste Priesterin Merlin vertritt, reist Derfel nach Glevum (Gloucester), wo ein Rat der Könige unter Großkönig Uther stattfindet. Zum Schutz seines Enkels und Erben Mordred wählt Uther drei Hüter für Mordred aus, darunter auch den abwesenden Merlin. Außerdem ordnet Uther die Heirat seiner Schwiegertochter Norwenna mit Gundleus an, dem König von Siluria.
Nach Uthers Tod wenige Monate später versinkt Dumnonia im Chaos. Uthers Erbe Mordred ist noch ein Kleinkind und daher unfähig, den Thron zu halten. Nachdem König Gorfyydyd von Powys einen Angriff auf Dumnonia eröffnet hat, kommt der Krieg auch bald nach Ynys Wydryn. Gundleus begeht Verrat und tötet seine Gattin Norwenna. Er zerstört Ynys Wydryn und verfolgt die Flüchtenden, unter denen sich auch Derfel, Morgan, die schwer verwundete Nimue und Mordred befinden. Sie retten sich nach Caer Cadarn, wo Derfel unter dem Kriegsherrn Owain die angreifenden Silurier abwehrt. Während der Schlacht trifft auch Arthur ein, der die Schlacht schnell für die Dumnonier entscheidet. Derfel beginnt unter Owain seine Ausbildung zum Krieger und verdient sich bald den Beinamen Cadarn, was so viel bedeutet wie der Mächtige.
Um den Frieden unter den Königreichen wiederherzustellen, beschließt Arthur, König Gorfyddyds Tochter Ceinwyn zu heiraten. Als er jedoch Guinevere, die heimatlose Tochter des Königs von Henis Wyren trifft, verliebt er sich in sie und heiratet sie, sein Verlöbnis mit Ceinwyn außer Acht lassend. Derfel fühlt sich zu Ceinwyn hingezogen.
Derfel erhält wenig später von Arthur die Aufgabe, nach Benoic zu segeln und in der Stadt Ynys Trebes (Mont Saint-Michel) König Ban beizustehen. Er trifft dort außerdem Merlin wieder, der unter falschem Namen in Bans Diensten war. Als die Stadt fällt, retten sich Derfel, Merlin und Bans Söhne Lancelot und Galahad aus der Stadt und nach Dumnonia.
Für seine treuen Dienste wird Derfel von Arthur zum Lord ernannt. Bald jedoch stellt sich ihm eine neue Aufgabe. Nimue war während seines Aufenthalts in Ynys Trebes zur Toteninsel gebracht worden, einem Ort, von dem noch niemand bisher zurückgekehrt ist. Derfel jedoch rettet Nimue und bringt sie in Sicherheit.
Derfel begibt sich wieder in Arthurs Dienste und folgt ihm zum Kriegsrat nach Glevum. Gemeinsam mit Galahad reist Derfel als Vermittler ins verfeindete Powys, wo er Ceinwyn wiedertrifft und ihr seine Liebe gesteht und ihr einen Eid schwört, sie zu beschützen. Gorfyddyd indes macht das Angebot, Mordred von Dumnonia zu adoptieren und aufzuziehen, was jedoch bald als Lüge entlarvt wird und die Fronten weiter verhärtet. Nach Derfels Rückkehr zu Arthur bereiten sich beide Seiten auf die bevorstehende Schlacht vor, die Arthur bei Lugg Vale austragen will. Nachdem sich König Tewdric von Gwent als Arthurs Verbündeter zurückgezogen hat, stehen die Dumnonier dem übermächtigen Heer aus Powys gegenüber. Die Schlacht wendet sich jedoch durch die Ankunft Merlins und der Schwarzschild-Iren, die die Seite gewechselt haben, zugunsten der Dumnonier, die den Sieg davontragen. Gorfyddyd wird verwundet und stirbt. Sein Sohn Cuneglas, der den Dumnoniern wohlgesinnt ist, besteigt den Thron von Powys und formt mit Arthur eine Allianz gegen die Sachsen.
Nach der Schlacht finden Derfel und Nimue den silurischen König Gundleus und seinen Priester Tanaburs im powysischen Lager. Derfel tötet Tanaburs und überlässt Gundleus der Rache Nimues, die ihn foltert und tötet.

## Figuren der Handlung
In der Handlung werden sehr viele historische Personen und Sagenfiguren eingeführt, die für die Romanhandlung eine tragende Rolle spielen. Mehrere Personen, wie etwa der Protagonist Derfel, sind fiktiv. Zur besseren Übersicht sind die wichtigsten Charaktere nach ihrer Relevanz für die Handlung gelistet.
- Derfel, später Lord Derfel Cadarn, Erzähler der Handlung und Merlins Mündel
- Merlin, Druide und Lord von Avalon
- Nimue, Merlins Geliebte
- Arthur, Kriegsherr und König Uthers illegitimer Sohn
- Morgan, Arthurs Schwester, eine Priesterin
- Uther Pendragon, König von Dumnonia und Großkönig Britanniens
- Mordred, Arthurs Neffe oder Sohn, Uthers Enkel
- Norwenna, Mordreds Mutter
- Gorfyddyd, König von Powys
- Cuneglas, Sohn von Gorfyddyd
- Ceinwyn, Tochter von Gorfyddyd
- Guinevere, Prinzessin von Henis Wyren
- Ban, König von Benoic
- Lancelot, Bans Sohn und Kronprinz von Benoic
- Galahad, Bans Sohn und Lancelots Halbbruder
- Gundleus, König von Siluria
- Tanaburs, Druide aus Siluria
- Sansum, ein christlicher Priester, später Bischof

## Rezensionen
- Rezension auf histo-couch.de
- Englische Rezensionen und Bewertungen auf goodreads.com